# Luke Flynn (Komponist)

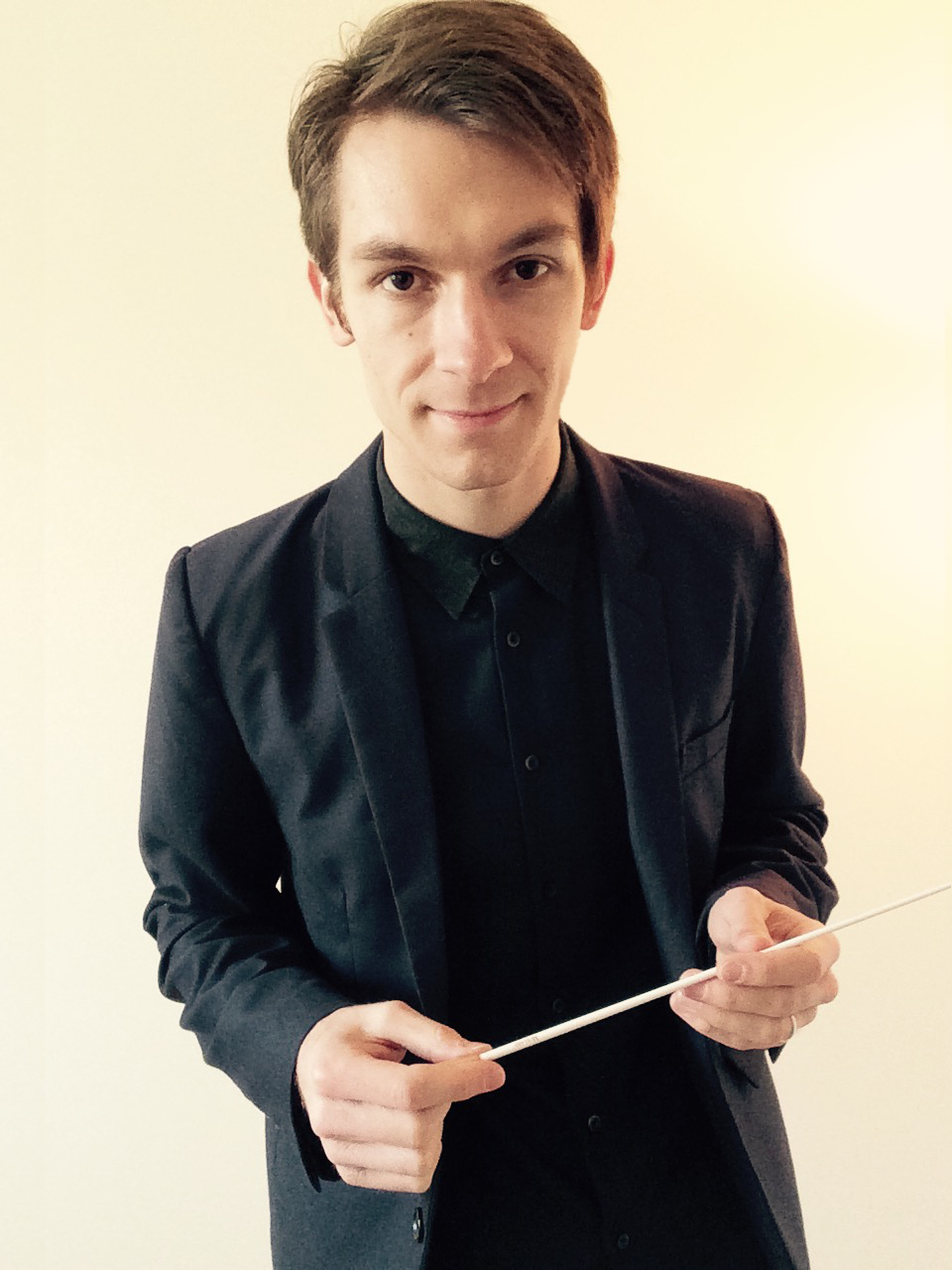
Luke Flynn

Luke Flynn (* 1988 in Dubuque, Iowa) ist ein US-amerikanischer Komponist.

## Leben
Flynn begann als Kind Trompete zu spielen und war zehnjährig Erster Trompeter der Jugend-Jazzband Caboose. Später gründete er die Rockband VeraSun, mit der er durch die USA tourte. Er studierte dann Komposition bei Amy Dunker an der Clarke University und bei Tadashi Kubo an der Universität Kagoshima. Zu seinen Mentoren zählten die Dirigenten und Komponisten Michael Schelle, Timothy Salzman, Robert Grechesky und Stanley DeRusha.
Neben Kammer- und Chormusik und Orchesterwerken, die in den USA, Japan und Korea aufgeführt wurden, komponierte Flynn mehrere Schauspielmusiken. Seine Musik zu Sarah Ruhls Eurydice wurde beim American College Theater Festival 2011 als beste Originalkomposition ausgezeichnet. Seine Trauermusik Beneath the Wave für die Opfer des Tsunamis von 2011 erhielt den Ersten Preis bei der San Jose Choral Project Composition Competition. Im gleichen Jahr war Flynn mit Sancta Caecilia (nach einem eigenen lateinischen Text) Finalist der International Sacred Composers Composition Competition.

## Werke
- Eyes Like Aster für Blasorchester, 2009
- Credo für Trompete und Klavier, 2009
- Marie für Klavier, 2009
- Quiet Snow für Sinfonieorchester, 2010
- Sancta Caecilia für Blasorchester und gemischten Chor, 2010
- Night Flight of the Specter für Streichorchester, 2010
- Dance in the Summer Field für Bläserquintett, 2010
- Night Flight of the Specter für Streichquartett, 2010
- Starlight Fanfare, 2010
- Adding Flowers für Klavier, 2010
- Eurydice, Schauspielmusik, 2010
- Naomi is an Ocean in Nigeria, Schauspielmusik, 2010
- Lost für Solo-Perkussion, 2011
- The Gamecock für Bläserquintett, 2011
- As the River für Cello und Bongos, 2011
- The Crusader Roar für Blasorchester und gemischten Chor, 2011
- Cleveland Park für Trompete und Klavier, 2011
- Tabi für Koto, 2011
- The Great Halls of Apadana für Gitarre, 2011
- Beneath the Wave für achtstimmigen gemischten Chor, 2011
- Windowsill Rain für Sopran und Klavier, 2011
- Hashi für Elektronik, 2011
- Just the Beginning für Elektronik, 2011
- The Hoodlums, Filmmusik, 2011
- Dead Man Walking, Schauspielmusik, 2011
- Changing Sides für Elektronik, 2012
- Ocean Skies für Elektronik, 2012
- Year of the Dragon für Klavier, 2012
- Free Flight für Flöte und Klavier, 2012
- Blue Bird, Fly Away für Violine und Cello, 2012
- Larghetto für Streicher-Kammerensemble, 2012
- Larghetto für Streichorchester, 2012
- Pioneer für Sinfonieorchester, 2013

## Weblink
- Luke Flynns Homepage

## Quelle
- Alliance Publications, Inc. - F - Flynn, Luke (Memento vom 23. Februar 2013 im Webarchiv archive.today)

| Personendaten    | Personendaten               |
| ---------------- | --------------------------- |
| NAME             | Flynn, Luke                 |
| KURZBESCHREIBUNG | US-amerikanischer Komponist |
| GEBURTSDATUM     | 1988                        |
| GEBURTSORT       | Dubuque, Iowa               |